# تلاعب بالحشود
التلاعب بالحشود (بالإنجليزية: Crowd manipulation)‏ هو الاستخدام المتعمد للتقنيات المبنية على مبادئ علم نفس الحشود للمشاركة، والتحكم، أو التأثير على رغبات الحشد من أجل توجيه سلوكه نحو اتخاذ إجراءات محددة. هذه الممارسة شائعة في عالم السياسة والأعمال ويمكن أن تسهل الموافقة أو الرفض أو عدم الاكتراث لشخص، أو سياسة أو منتج.الاستخدام الأخلاقي للتلاعب بالحشود هو موضع نقاش ويعتمد على عوامل مثل النية والوسائل المستخدمة في التلاعب، وكذلك تحقيق الغايات.

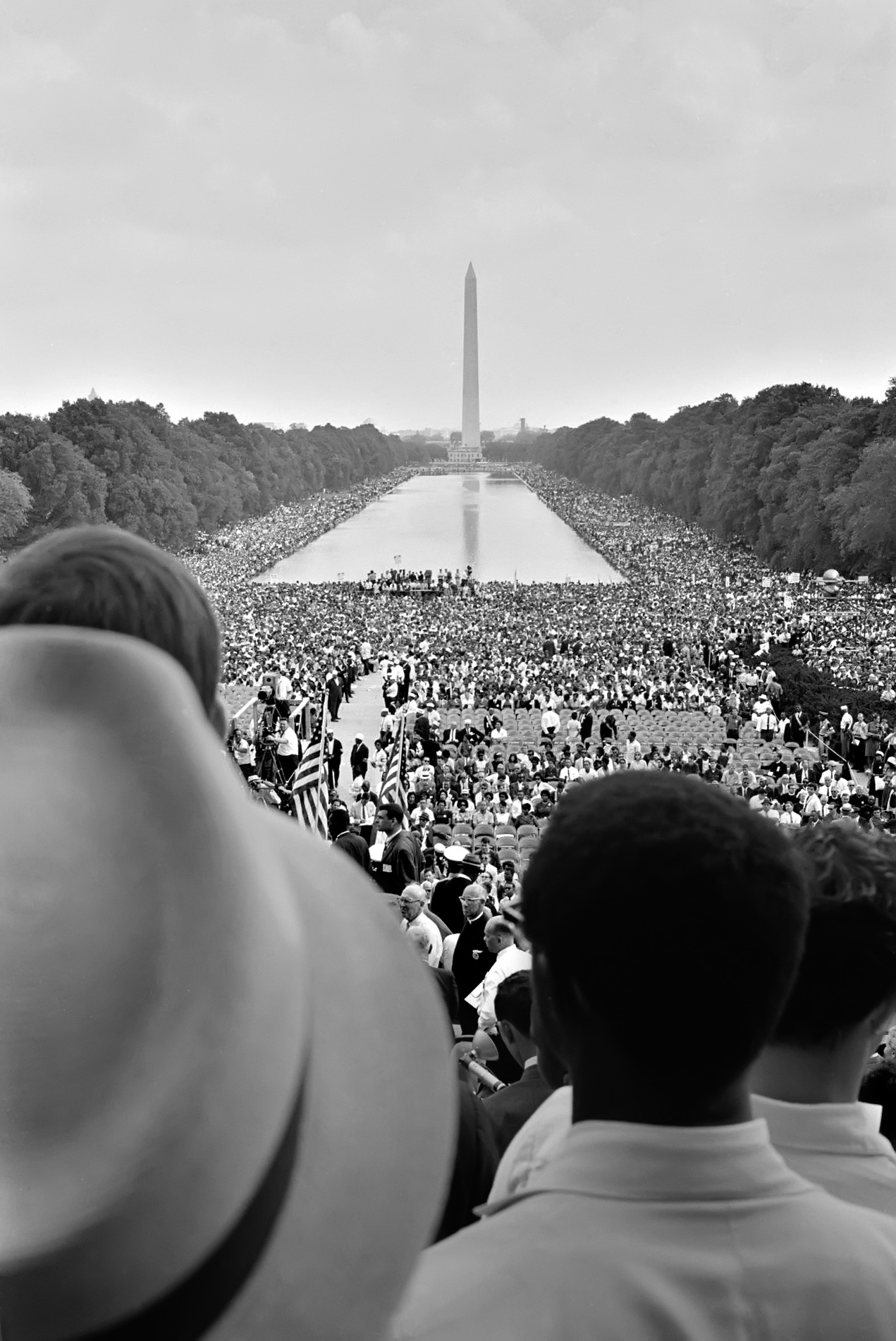

التلاعب بالحشود يختلف عن البروباغاندا على الرغم من أنها قد تعزز بعضها البعض للحصول على النتيجة المرجوة. إذا كانت البروباغاندا هي «جهد ثابت ودائم لإنشاء أو صياغة الأحداث للتأثير على العلاقات العامة لمؤسسة أو مجموعة أو فكرة» 
التلاعب بالحشود يختلف أيضًا عن السيطرة على الحشود، التي تخدم الوظيفة الأمنية. السلطات المحلية تستخدام أساليب السيطرة على الحشود لاحتواءها ومنعها من القيام بأعمال جامحة وغير مشروعة مثل أعمال الشغب والنهب.

## الحشود وسلوكهم
تُشير كلمة «حشد»، مثلما ورد في قاموس ميريام ويبستر، إلى «عدد كبير من الأشخاص خصوصًا عندما يتم جمعهم معًا» (مثلما هو الحال مثلًا في مركز تجاري مزدحم) و«مجموعة من الأشخاص الذين يجمعهم شيء مشترك (مثل العادة أو المصلحة)». يُعرّف الفيلسوف جي. إيه. تاوني كلمة الحشد على أنها «مجموعة كبيرة من الناس الذين يواجهون حالة ملموسة معًا، وهم على وعي أكثر أو أقل بوجودهم الجسدي كمجموعة. ترجع أسباب اتحادهم في مواجهة الحالة إلى المصالح المشتركة فيما بينهم ووجود ظروف مشتركة تقودهم في توجُّه واحد مشترك لأفكارهم وأفعالهم». ويناقش تاوني في عمله تحت عنوان «طبيعة الحشود» نوعين رئيسيين من الحشود، هما:
من الممكن تصنيف الحشود تبعًا لدرجة وضوح وعيهم ومدى ثباته. لذا فعندما يكون وعيهم واضحًا وثابتًا، قد يُدعى حشد متجانس، لكن عندما يكون مُبهمًا وغير ثابت، يُدعى حشد غير متجانس. تنتمي كافة أشكال الجماهير إلى الطبقة المتجانسة، ولكن لا نستطيع القول بأن جميع الحشود المتجانسة هي غوغاء. ... وسواء كان حشد معين ينتمي إلى مجموعة أو أخرى، فإن هذا قد يكون سؤالًا مُثقلًا للنقاش، إذ من الممكن أن ينتقل الحشد من مجموعة إلى أخرى بشكل غير مباشر.
في دراسة أُجريت عام 2001، حدَّد معهد دراسات الأسلحة غير المميتة في جامعة ولاية بنسلفانيا كلمة «حشد» بشكل أدَّق بأنها «تجمُّع مكوّن من عدد كبير من الأفراد والمجموعات الصغيرة لفترة مؤقتة. وتتألف هذه المجموعات الصغيرة عادةً من أصدقاء أو أفراد أسرة أو معارف».
قد يُظهر الحشد سلوكًا يختلف عن سلوك الأفراد الذين شكَّلوه. وقد ظهرت عدة نظريات في القرن التاسع عشر وأوائل القرن العشرين في محاولة لشرح هذه الظاهرة. تساهم هذه الأعمال الجماعية في «النظرية الكلاسيكية» التابعة لعلم نفس الحشود. ومع ذلك، في عام 1968، دحض العالم الاجتماعي الدكتور كارل كوتش من جامعة ليفربول العديد من القوالب النمطية المرتبطة بسلوك الحشود كما وصفتها النظرية الكلاسيكية. وقد دُعمت انتقاداته على نطاق واسع في إطار مجتمع علم النفس، ولكن ما يزال يتم دمجها باعتبارها «نظرية حديثة» في الدراسات النفسية. طُرح نموذجًا حديثًا يستند إلى مفهوم «الفردية» لسلوك الحشود من قِبَل فلويد ألبورت عام 1924، وهو نموذج الهوية الاجتماعية المتطور (إي إس آي إم).

### النظرية الكلاسيكية
قدَّم الفيلسوف والمؤرخ الفرنسي إيبوليت تين في أعقاب الحرب الفرنسية البروسية عام 1871 أول رواية حديثة في إطار علم نفس الحشود. وقد طوَّر جوستاف لوبون هذا العمل في كتابه الذي نُشر عام 1895 تحت عنوان علم نفس الحشود. اقترح من خلال هذا الكتاب أن الحشود الفرنسية خلال القرن التاسع عشر عُدَّت أساسًا غوغاء همجية وغير عقلانية والتي يمكن أن تتأثر بسهولة من قبل الجاني. وافترض بأن العناصر غير المتجانسة التي تشكل هذا النوع من الحشد تُشكل أساسًا جديدًا، وهو يُعدّ رد فعل كيميائي من نوع ما تتغير فيه خصائص الحشد. وكتب:
في ظل ظروف معينة، وفي ظل هذه الظروف فقط، يُمثل تكتُّل الأفراد خصائص جديدة تختلف كثيرًا عن خصائص الأفراد الذين يُشكلونه. ذلك أن مشاعر وأفكار جميع الأفراد في التجمع تتخذ اتجاهًا واحدًا تتلاشى فيه شخصيتهم الواعية. من ثم يتشكل عقل جماعي، بلا شك، يكون مؤقت لكنه يقدم خصائص محددة بوضوح شديد.
لاحظ لوبون عدة خصائص لما أسماه الحشد «المنظم» أو «النفسي»، منها:
1. غمر أو اختفاء الشخصية الواعية وظهور الشخصية الفاقدة للوعي (المعروف باسم «الوحدة العقلية»). وهذه العملية تكون مدعومة بمشاعر القوة التي لا تُقهر وتستند إلى مبدأ عدم الكشف عن الهوية، ما يسمح للمرء بأن يستسلم للغرائز التي كانت لتبقى مضبوطة في النفس (أي تضعف الفردية و«يكتسب اللاوعي حكم السيطرة»).
2. العدوى («في الحشد، تنتقل المشاعر والتصرفات مثل العدوى إلى درجة أن يضحي فيها الفرد بسهولة بمصلحته الشخصية لصالح المصلحة الجماعية»)؛
3. سهولة التأثر وهي نتيجة لحالة من التنويم المغناطيسي. «تنقاد كل المشاعر والأفكار نحو الاتجاه الذي يُحدده المُنوِّم»، ويميل الحشد إلى تحويل هذه الأفكار والمشاعر إلى أفعال ملموسة.

خلاصة القول، إن النظرية الكلاسيكية تزعم أن:
- «الحشود هي عبارة عن تكتلات موحَّدة يمكن تصنيف سلوكها على أنها نَشِطة أو معبرة أو مذعنة أو معادية».
- «الحشود المشاركة تميل إلى العفوية واللاعقلانية وفقدان السيطرة على الذات والإحساس بضرورة عدم كشف هويتهم».[8]

### النظرية الحديثة
يؤكد منتقدو النظرية الكلاسيكية على أنها نظرية معيبة إلى حد خطير إذ تعمل على تفكيك سلوك الحشود إلى جانب أنها تفتقر إلى الدعم التجريبي المُستدام، وبأنها منحازة، وتتجاهل تأثير تدابير الشرطة على سلوك الحشد.
في عام 1968، بحث الدكتور كارل جاي. كوتش في العديد من الأفكار النمطية للنظرية الكلاسيكية ودحضها في مقاله تحت عنوان «السلوك الجماعي: دراسة بعض القوالب النمطية». ومنذ ذلك الوقت، نجح علماء اجتماعيون آخرون في إثبات صحة قدر كبير من انتقاداته تلك. تشير المعرفة المستمدة من هذه الدراسات لعلم نفس الحشود إلى ما يلي:
- «لا تُعدّ الحشود كيانات متجانسة» ولكنها تتألف من «أقلية من الأفراد وأغلبية من مجموعات صغيرة مؤلفة من الأشخاص الذين يعرفون بعضهم البعض».
- «لا يتطابق المشاركون في الحشود في دوافعهم» ولا حتى من فرد لآخر. «إذ نادرًا ما يتصرف المشاركون في انسجام، وفي حال قاموا بذلك، فإنه لا يدوم لفترة طويلة».
- «لا تشلّ الحشود الإدراك الفردي» و «لا يحدث أي تمييز فردي بينهم عن طريق العنف أو الأعمال غير المنظمة».
- «السلوكيات الفردية وخصائص الشخصية»، إلى جانب «المتغيرات الاجتماعية الاقتصادية والديموغرافية والسياسية تُعتبر مؤشرات ضعيفة على كثافة الشغب والمشاركة الفردية».

وفقًا للدراسة المذكورة أعلاه لعام 2001 التي أجراها معهد جامعة ولاية بنسلفانيا لدراسات الأسلحة غير المميتة، فإن الحشود تخضع لعملية مرحلية «البداية والوسط والنهاية». وعلى وجه التحديد:
- عملية التجميع
  - تشمل هذه المرحلة التجميع المؤقت للأفراد خلال فترة زمنية محددة. وتشير الأدلة إلى أن هذا التجميع يحدث في أغلب الأحيان عن طريق «طريقة تجميعية منظمة»، ولكن من الممكن أن يحدث أيضًا عن طريق «عملية مرتجلة» مثل كلام أو خطاب من قِبَل منظمات غير رسمية.
- التجمع المؤقت
  - في هذه المرحلة، يتم تجميع الأفراد وإشراكهم في كل من الأعمال الفردية و«الجماعية». ونادرًا ما يشارك جميع الأفراد في الحشد، بينما أولئك الذين يشاركون فهم قد اختاروا وقرروا ذلك. يبدو أيضًا أن المشاركة تختلف باختلاف نوع التجمع والغرض منه إذ تشهد التجمعات الدينية «المشاركة الأكبر» (حوالي 80-90%).
- عملية التفريق
  - في المرحلة النهائية، يتفرَّق المشاركون في الحشد من «موقعهم المشترك» إلى «موقع بديل واحد أو أكثر».

تحدث عمليات «الشغب» عندما «يمارس فرد أو أكثر من المشاركين شكلًا من أشكال العنف ضد شخص أو أن يقوم بتخريب الممتلكات العامة». وفقًا لبيانات البحوث الأمريكية والأوروبية من عام 1830 حتى 1930 ومن 1960 حتى وقتنا الحاضر، «أقل من 10 في المائة من مظاهرات الاحتجاج تضمنت العنف ضد شخص أو إحدى الممتلكات العامة»، إلى جانب ممارسة «أعمال الشغب الاحتفالية» باعتبارها أكثر أنواع الشغب شيوعًا داخل الولايات المتحدة.